# Największe porty lotnicze świata pod względem liczby pasażerów w ruchu międzynarodowym

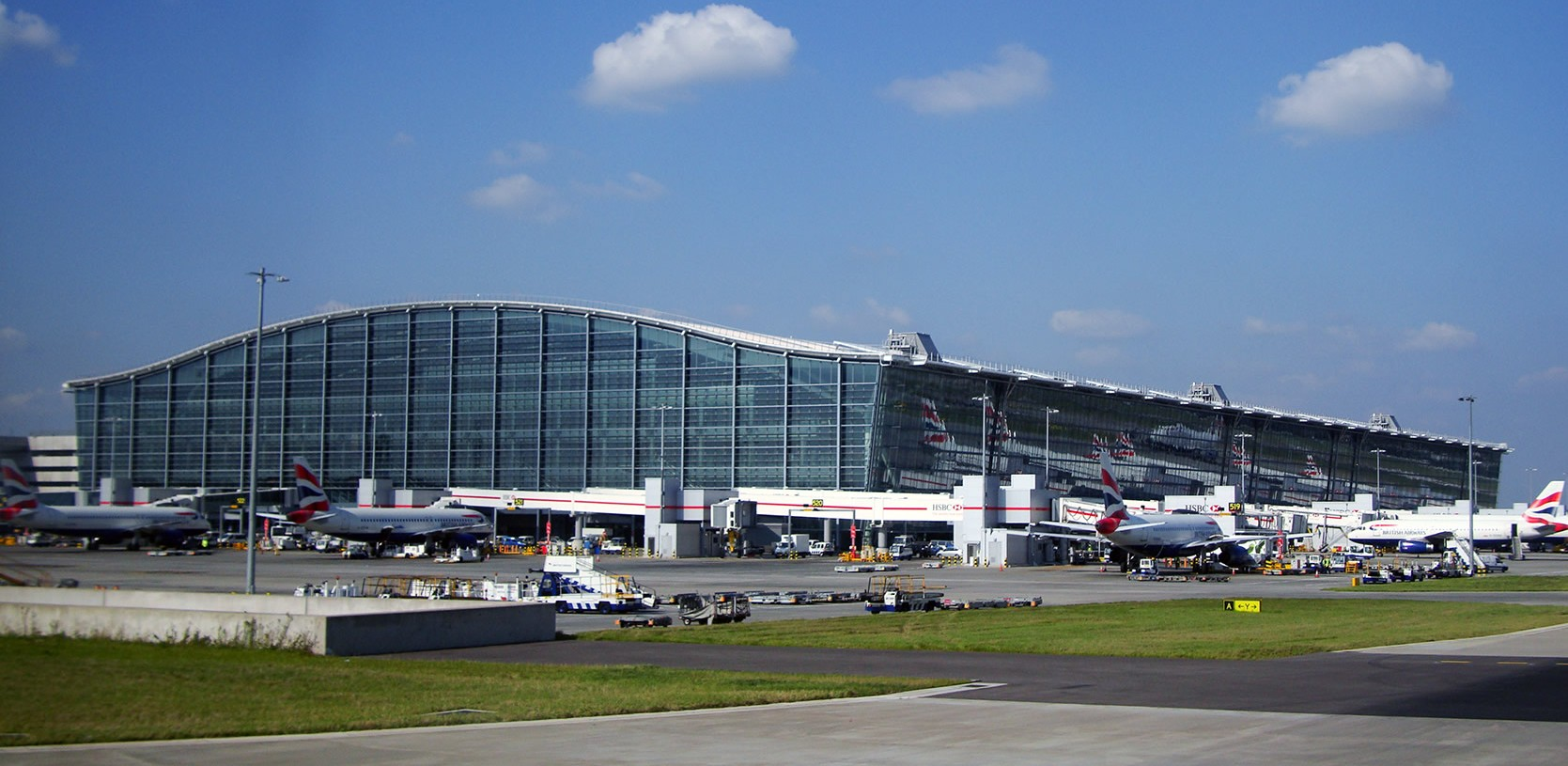
Londyńskie Heathrow zajmowało pierwsze miejsce do 2014 roku.

Największe porty lotnicze pod względem liczby pasażerów w ruchu międzynarodowym to zestawienie obejmujące 20 portów lotniczych, stworzone na podstawie danych Międzynarodowej Rady Portów Lotniczych (Airports Council International).

## 2017
źródło
- Wyłącznie liczba pasażerów w ruchu międzynarodowym.
- Zestawienie zawiera dane wstępne.
- Ogółem, porty lotnicze ujęte w zestawieniu obsłużyły 1 005 231 439 pasażerów w ruchu międzynarodowym.

| Pozycja | Nazwa                                                 | Obsługiwane miasto/miasta           | Kod (IATA/ICAO) | Liczba pasażerów | Zmiana w rankingu | Zmiana procentowa |
| ------- | ----------------------------------------------------- | ----------------------------------- | --------------- | ---------------- | ----------------- | ----------------- |
| 1.      | Międzynarodowy Port Lotniczy Dubaj                    | Dubaj, Zjednoczone Emiraty Arabskie | DXB/OMDB        | 87 722 023       |                   | 5,6%              |
| 2.      | Port lotniczy Londyn-Heathrow                         | Londyn, Wielka Brytania             | LHR/EGLL        | 73 187 198       |                   | 3,0%              |
| 3.      | Międzynarodowy Port Lotniczy Hongkong                 | Hongkong, Chiny                     | HKG/VHHH        | 72 462 116       |                   | 3,4%              |
| 4.      | Port Lotniczy Amsterdam-Schiphol                      | Amsterdam, Holandia                 | AMS/EHAM        | 68 401 146       |                   | 7,7%              |
| 5.      | Port Lotniczy im. Charles’a de Gaulle’a               | Paryż, Francja                      | CDG/LFPG        | 63 697 227       |                   | 5,5%              |
| 6.      | Port Lotniczy Singapur-Changi                         | Singapur                            | SIN/WSSS        | 61 574 000       |                   | 5,9%              |
| 7.      | Międzynarodowy Port Lotniczy Seul-Incheon             | Seul, Korea Południowa              | ICN/RKSI        | 61 520 572       |                   | 7,6%              |
| 8.      | Port Lotniczy Frankfurt                               | Frankfurt, Niemcy                   | FRA/EDDF        | 57 122 348       |                   | 6,4%              |
| 9.      | Port Lotniczy Suvarnabhumi                            | Bangkok, Tajlandia                  | BKK/VTBS        | 48 811 600       |                   | 7,8%              |
| 10.     | Międzynarodowy Port Lotniczy Tajwan Taoyuan           | Tajpej, Tajwan                      | TPE/RCTP        | 44 479 754       |                   | 6,2%              |
| 11.     | Port Lotniczy Stambuł-Atatürk                         | Stambuł, Turcja                     | IST/LTBA        | 44 254 473       |                   | 7,5%              |
| 12.     | Międzynarodowy Port Lotniczy Kuala Lumpur             | Kuala Lumpur, Malezja               | KUL/WMKK        | 42 354 534       | 2                 | 14,6%             |
| 13.     | Port Lotniczy Londyn-Gatwick                          | Londyn, Wielka Brytania             | LGW/EGKK        | 41 476 858       | 1                 | 5,3%              |
| 14.     | Port Lotniczy Madryt-Barajas                          | Madryt, Hiszpania                   | MAD/LEMD        | 38 479 159       | 1                 | 6,7%              |
| 15.     | Międzynarodowy Port Lotniczy Doha                     | Doha, Katar                         | DOH/OTBD        | 35 262 164       | 2                 | 5,3%              |
| 16.     | Port Lotniczy Monachium                               | Monachium, Niemcy                   | MUC/EDDM        | 34 721 745       |                   | 6,6%              |
| 17.     | Port Lotniczy Barcelona-El Prat                       | Barcelona, Hiszpania                | BCN/LEBL        | 34 527 018       |                   | 6,8%              |
| 18.     | Międzynarodowy Port Lotniczy Narita                   | Tokio, Japonia                      | NRT/RJAA        | 33 090 944       |                   | 3,4%              |
| 19.     | Międzynarodowy Port Lotniczy im. Johna F. Kennedy’ego | Nowy Jork, Stany Zjednoczone        | JFK/KJFK        | 32 431 419       |                   | 2,1%              |
| 20.     | Międzynarodowy Port Lotniczy Toronto Pearson          | Toronto, Kanada                     | YYZ/CYYZ        | 29 655 141       | 2                 | 8,1%              |